# Faery: Legends of Avalon
Faery: Legends of Avalon est un jeu vidéo de rôle développé par Spiders et édité par Focus Home Interactive, sorti en 2010 sur Windows, PlayStation 3 et Xbox 360.

## Accueil
- Jeuxvideo.com : 12/20[1]